# Cabo Wild (Islas Shetland del Sur)
El cabo Wild es una punta a 11 km al oeste del cabo Valentín y a 2 km al este de la punta Saddleback, en la costa norte de la isla Elefante, en las Islas Piloto Pardo, islas Shetland del Sur, Antártida. Fue bautizado Cape Wild por la Expedición Imperial Transantártica al mando de Ernest Shackleton, en 1916, pero en inglés se recomienda el uso de Point Wild por su pequeño tamaño y para evitar confusión con el cabo Wild en la Tierra de Jorge V. Fue bautizado en homenaje a Frank Wild, líder del grupo de náufragos de la expedición de Shackleton que acampó en la punta durante cuatro meses hasta ser rescatados en agosto de 1916.

## Sitio Histórico
Un busto del piloto Luis Pardo Villalón, con un monolito y una placa conmemorativa, fue instalada en la punta para recordar el rescate de los náufragos del Endurance por la escampavía Yelcho. La inscripción dice:

"Aquí, el 30 de agosto de 1916, la escampavía Yelcho de la Armada de Chile, comandada por el Piloto Luis Pardo Villalón rescató a los 22 hombres de la expedición Shackleton que sobrevivieron al naufragio del Endurance viviendo por cuatro meses y medio en la isla".

El monolito y las placas, junto con réplicas en las bases antárticas chilenas Capitán Arturo Prat y Presidente Eduardo Frei, fueron montadas con los bustos de bronce de Pardo durante la XXIV Expedición Antártica Científica Chilena en 1987–88. La instalación de la punta Wild ha sido asignada Sitio y Monumento Histórico (SMH-53), siguiendo una propuesta de Chile en el Reunión Consultiva del Tratado Antártico.